# Blaggers ITA
Blaggers ITA war eine Oi!- und Punkband aus dem Vereinigten Königreich.

## Geschichte
Mitglieder der Anti-Fascist Action gründeten 1988 „the Blaggers“ um Geld für die Organisation zu beschaffen und ihre antifaschistischen Ideen zu verbreiten. 1993 unterschrieb die Band einen Vertrag bei EMI und schaffte dadurch auch den Sprung in die Top 50 der Britischen Charts. 1994 kündigte EMI den Vertrag aber, da die Band trotz ihrer klar antifaschistischen Meinung, die auch oft zu Konfrontationen mit Rechtsextremen geführt hat, aufgrund ihres Auftretens als Skinheads, als rechtsextrem galten. Nachdem EMI den Vertrag gekündigt hatte, verließ 1995 Matty "Blag" Roberts die Band und die restlichen Bandmitglieder machten noch ein bis zwei Jahre weiter. Roberts starb im Jahr 2000.
Seit 2001 spielt Blaggers wieder in unregelmäßigen Abständen als eine Art Reunion-Bandprojekt.

## Diskografie

### Studioalben
- 1989: On Yer Toez
- 1993: United Colors of Blaggers ITA
- 1994: Bad Karma

### Kompilationen
- 1992: Fuck Fascism - Fuck Capitalism - Society's Fucked

### Singles, Extended Plays
- 1990: Victory to the ANC (7″)
- 1990: It`s up to You (7″)
- 1991: Beirut (7″-EP)
- 1991: Blaggamuffin (12″)
- 1992: Here`s Johnny (7″)
- 1992: God Save the Cockroach / New Kids on the Blag (12″)
- 1992: The Way We Operate (7″)
- 1992: Wildside (7″)
- 1993: Stresss (12″-Promo-Single)
- 1993: Oxygen (12″-Promo-Single)
- 1993: Abandon Ship (12″-Promo-Single)
- 1994: Demonstration Day (10″-Promo-Single)
- 1994: Mantrap (12″-Single)
- 1995: Rumblefish (7″-Single)
- 1995: Guns of Brixton (7″-Single)
- 1995: Session (EP)
- 1995: Thrill Her With a Gun (7″-Single)

### Videos
- 1993: Oxygen (VHS-Promo)
- 1993: Stress (VHS-Promo)
- 2001: It`s up to You

### Splits
- 1992: Keep On Fighting (Splitalbum mit A.O.S.3.)